# 인공 심장

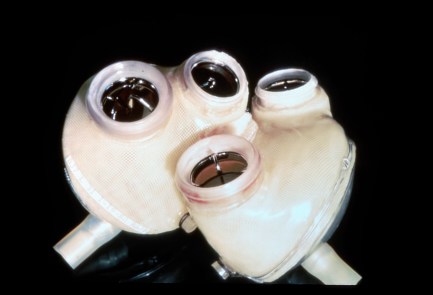
JARVIK-7 인공심장

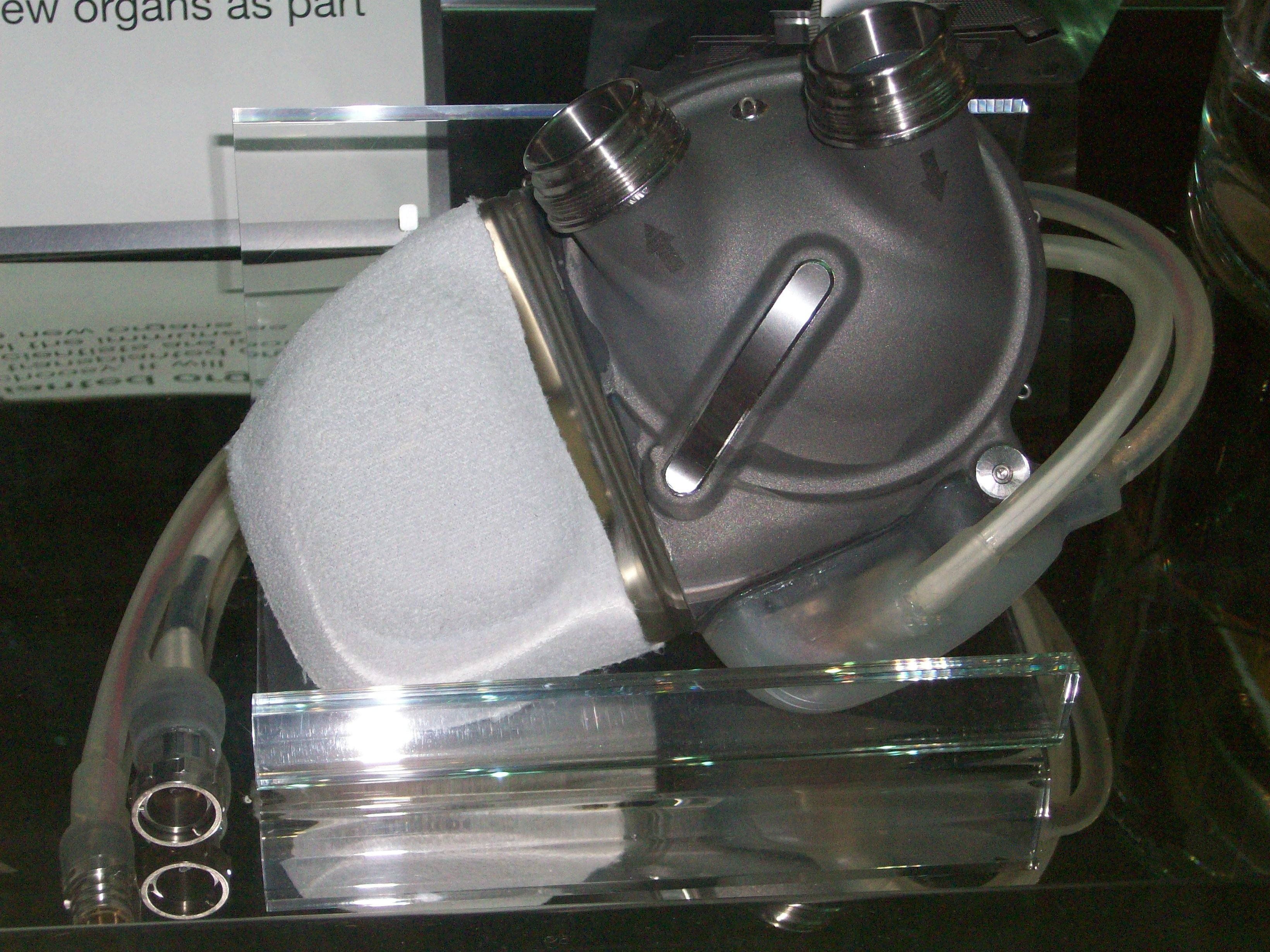
런던 과학 박물관에 전시된 인공심장

인공심장(人工心臟, artificial heart 또는 mechanical heart)은 심장의 펌프기능을 대신해주는 인공장기이다.

## 인공심장의 종류

### 기능에 따른 분류
- 완전인공심장 (Total Artificial Heart: TAH)
- 보조인공심장 (Ventricular Assist Device: VAD): Lvad (좌심실보조장치), Rvad (우심실보조장치)
- 순환 보조 장치IABP (Intra Aortic Balloon Pump):대동맥내 풍선 펌프

### 구동방법에 따른 분류
- 압축식
- 전기기계식

### 세대별 분류
- 1세대 : 신체외부 장착
- 2세대 : 신체내부 장착, 박동형
- 3세대 : 신체내부 장착, 비박동형 심실보조장치, 2010년 딕 체니 부통령 시술, 2012년 8월 삼성서울병원 첫시술, 1억1천만원

## 생명의 리듬을 위한 과학

### 인공 심장의 새 구상
미국의 클리블랜드 클리닉 연구소에서는 1990년대의 실용화를 목표로 종래와는 완전히 다른 새로운 발상에서 탄생된 무박동형(無拍動型) 인공 심장, 다시 말해서 맥박이 없는 인공 심장의 연구가 추진되고 있다. 진짜 심장이 펌프 작용에 의하여 혈액을 순환시키고 있는 데 비하여, 이는 스크루와 같은 프로펠러를 회전시켜 혈액을 일정한 빠르기로 흘려보내도록 되어 있다. 평소에는 체중 1kg당 매분 90cc의 혈액을 흘려보내는데, 운동량에 맞추어 프로펠러의 회전수를 증감시켜 혈액을 조절한다. 송아지를 사용한 실험에서는 진짜 심장을 인위적으로 정지시킨 다음 이 인공 심장을 장착하여 3개월 이상 생존시키는 데 성공하였다. 그리고 심장 수술 직후의 환자에게 수시간에서 5일 정도 심장의 보조로서 사용하는 임상 응용도 시작되고 있다. 이 한 예를 보아도 알 수 있듯이 인공 심장의 연구는 여러 가지 각도에서 시도되고 있다.

### 인간 심장과 인공 심장의 차이
30억 회. 이 엄청난 숫자는 인간의 일생(여기서는 75년으로 계산)에 심장이 맥박치는 횟수인데, 무려 2억L의 혈액을 체내에 순환시키고 있다. 그리고 심장의 펌프 작용에는 2가지가 있다. 하나는 우심실에서 혈액을 폐로 보내는 작용이며, 나머지는 좌심실에서 혈액을 대동맥을 거쳐 체내로 보내는 작용이다. 이 두 가지 펌프 작용은 압력이 집중되지 않도록 완전히 균형이 유지되어야만 한다. 게다가 절대로 고장은 허용되지 않는다. 이처럼 힘겹고 정교한 일을 장기간에 걸쳐 끊임없이 하고 있는 것이 심장이다. 현대인에게는 불규칙한 생활이 강요되고 도처에 스트레스의 원인이 도사리고 있다. 이와 같은 생활에서 1년에 4000만 회나 규칙적으로 박동 작용을 계속하고 있는 심장에도 좋은 영향을 줄 리가 없어 여러 문명국에서 심장병은 주요 사망 원인이 되고 있다. 새로운 약의 개발, 의료의 진보, 페이스메이커와 인공판 등은 심장병으로 시달리는 사람을 어느 정도까지는 구해 왔다. 그러나 절망적인 심장병 환자를 살려내기에는 이들 방법으로 불충분하여, 결국 다른 사람의 심장을 이식하든지 인공 심장의 도움을 받는 수밖에 없다. 최초의 심장 이식은 1967년 12월 3일, 남아프리카공화국의 크리스천 버나드 박사에 의하여 이루어졌다. 이 때의 환자는 유감스럽게도 18일밖에 생존하지 못했지만, 현재 미국에서는 연간 60회 이상의 심장 이식이 이루어지고 있으며, 1년 생존률 70%, 5년 생존률 50%로 상당한 성공을 거두고 있다. 그런데 심장 이식을 성공시키기 위해서는 심장 제공자의 뇌가 정지된 직후에 심장이 아직 고동을 계속하고 있는, 이른바 '뇌사'의 상태에서 이식하지 않으면 안 된다. 그러나 우리나라에서는 아직 사회적·법률적으로 뇌사를 죽음이라고 인정하지 않고 있으며, 유족의 감정적인 문제도 있어서 심장 이식을 원활하게 할 수 없는 상황이다. 이와 같은 사정에서도 절망적인 심장병 환자를 살려내는 수단으로서, 인공 심장의 개발에 뜨거운 기대를 걸고 있다.

### 개 90분에서 소 297일
1969년, 미국 텍사스 심장 연구소의 덴튼 쿨리 박사는 절망적인 심장병 환자에게 심장 이식까지의 연결 단계로서, 세계에서 처음으로 인공 심장을 정착하였다. 이에 앞서서 1957년, 미국에서 처음으로 체내에 장착하는 방식의 인공 심장 수술이 실시되었는데, 클리블랜드 클리닉 연구소의 윌리엄 콜트 박사가 인공 심장을 체내에 장착한 개를 1시간 반 동안 생존시키는 데 성공하였다. 그 후 갖가지 형태의 인공 심장으로 실험이 되풀이되었는데, 개를 겨우 하루 생존시키는 데에 그로부터 5년의 세월이 소요되었다. 1970년에 들어서자 인공 심장 수술을 한 동물의 생존 기간은 꾸준히 늘어나 1973년에는 미국 유타대학의 로버트 저비크 박사가 개발한 인공 심장으로 송아지를 297일 동안 생존시키기에 이르렀다.

### 인공의 혈액 펌프와 혈액
송아지의 인공 심장 장착 성공에 자신을 얻은 연구진은 1982년 12월 1일, 마침내 유타대학에서 인체에 대한 인공 심장 영구 장착 수술을 단행하게 되었다. 수술을 받은 사람은 61세의 전 치과 의사 버니 클락 씨로, 집도(執刀)는 동 대학의 흉부 심장외과 주임인 윌리엄 도브리스 박사가 맡았다. 수술에 사용된 자빅 7형 인공 심장은 자빅 박사가 개발한 것으로서 심장의 좌우 심실에 상당하는 두 인공 심실로 이루어져 있다. 진짜 심장에서 좌우의 심실만을 적출하고, 대신 이 인공 심실을 심방 및 대동맥과 폐동맥에 연결한다. 각각의 인공 심실은 왼쪽 늑골 밑을 통한 직경 6mm의 튜브와 연결되어 있다. 그리고 컴프레서에서 깊이 2m의 튜브를 통해서 보내지는 압축공기로 인공 심실의 다이어프램(격막(隔膜)형의 판(瓣：밸브))을 움직여 혈액순환 기능을 하게 하는 구조로 되어 있다. 5시간에 이르는 수술은 성공하여 클락 씨도 한때는 회복의 증상을 보였다. 그러나 유감스럽게도 수술 후 112일째 숨을 거두었다. 클락 씨의 사망 원인은 혈전과 세균의 감염증이었는데, 인공 심장에는 두 가지가 아직 완전히 해결되지 못한 과제로 남아 있다. 클락씨 이외의 다른 여러 환자들도 이 자빅－7 인공심장을 이식받았으며, 그 중 한명은 620일 동안 생존했다. 그러나 과학자들은 1980년대 후반에 공기로 작동되는 영구인공심장의 사용을 포기했다. 환자 중에 인공심장에서 생긴 혈액응고물이 떨어져나가 뇌동맥을 막아서 뇌졸중이 일어나기도 했다. 또 이 장치에는 커다란 외부 동력원이 있어 움직이는 데 불편을 주었으며, 공기관이 피부를 뚫고 통과하여 인공심장과 연결되기 때문이다. 따라서 심장이식을 기다리는 환자에게 일시적인 대체심장으로만 사용되었다.

## 같이 보기
- 장기 배양